# 大類純
大類 純（おおるい じゅん、1923年3月10日-1989年3月18日）はインド学者。国士舘大学教授を歴任。

## 略歴
中国青島生まれ。1950年旧制東京大学帝国文学部印度哲学梵文学科卒、同大助手、東洋大学講師、助教授、1967年国士舘大学助教授、73年教授、その後文学部長、評議員。

## 著作

### 単著
- 『釈迦』三一新書 1961
- 『タゴール』潮出版社 ポケット偉人伝 1971

### 翻訳
- ネールー「演説集」(坂本徳松共訳) 『世界大思想全集 第22(ガーンディー,ネールー)).』河出書房新社 1962
- ホー・チ・ミン『解放の思想』坂本徳松共編訳 大和書房 1966

### 共編
- 『新・佛教辞典』中村元監修 石田瑞麿, 金山正好, 紀野一義, 塩入良道, 田村芳朗, 中村修三, 山口瑞鳳共編 誠信書房 1982